# 山元清多
山元 清多（やまもと きよかず、1939年6月11日 - 2010年9月12日）は、日本の脚本家、劇作家、演出家。東京都江東区出身。東京都立両国高等学校卒業、東京大学教育学部教育心理学科卒業。劇団黒テント所属。妻は女優の稲葉良子。

## 略歴
5人兄弟の長男。父親は自営業だが、太平洋戦争終戦を境に事業がうまくいかなくなって仕事・住居ともに転々としていた。大学では演劇研究会に所属。大学在学中より芝居の執筆を開始。大学卒業後は時事通信社に入社し、運動部記者としてアマチュアスポーツを3年間担当。1967年に「六月劇場」の結成参加のため時事通信社を退職。その後六月劇場を経て、1968年に黒テントの前身である「演劇センター68」に参加。舞台脚本デビューは1969年の作品の『海賊』。佐藤信、加藤直とともに黒テントの座付き作家となり、また演出も担当した。ブレヒト作品の設定を日本に置き換えた『ハザマとスミちゃん』や『隠し砦の肝っ玉』など、さまざまな舞台の脚本・演出を手掛け、1983年には『比置野（ピノッキオ）ジャンバラヤ』で第27回岸田國士戯曲賞を受賞している。
テレビドラマにも進出。岸田森、樹木希林から紹介してもらい、久世光彦に出会ったのをきっかけに、久世プロデュース作品の脚本を多く手掛ける。その他にも脚本家としてテレビドラマ等で多くのヒット作がある。
2010年9月12日午後4時18分に肺がんのため東京都新宿区の病院で死去。71歳没。

## 作品

### 舞台
- 海賊（1969年）
- さよならマックス（1973年）
- 比置野（ピノッキオ）ジャンバラヤ（1983年）

### テレビドラマ
- 「帰ってきたウルトラマン」1971年　第35話「残酷！光怪獣プリズ魔」※「朱川審」名義[2]
- 「ウルトラマンA」1973年　第47話「山椒魚の呪い」（石堂淑朗と共作）
- 「ムー」1977年
- 「ワニと鸚鵡とおっとせい」映画 1977年
- 「ムー一族」1978年
- 「刑事ヨロシク」1982年
- 「青が散る」1983年
- 「お坊っチャマにはわかるまい!」1986年
- 「親にはナイショで…」1986年
- 「藤子不二雄の夢カメラ」1986年
- 「はいすくーる落書」1989年
- 「はいすくーる落書2」1990年
- 「パパとなっちゃん」1991年
- 「説得　エホバの証人と輸血拒否事件」1993年
- 「愛するということ」1993年
- 「カミさんの悪口」1993年
- 「いつか見た青い空」1995年
- 「言うなかれ、君よ、別れを」1996年
- 「坊っちゃんちゃん」1996年
- 「蛍の宿」1997年
- 「昭和のいのち」1998年
- 「カミさんなんかこわくない」1998年
- 「あさき夢見し」1999年
- 「百年の物語　第二部～愛は哀しみを越えて～」2000年
- 「明智小五郎 対 怪人二十面相」2002年
- 「僕たちの戦争」2006年
- 「そうか、もう君はいないのか」2009年

### 映画
- 佐賀のがばいばあちゃん（2006年）

### 作詞
- 秋物語　（みんなのうた、歌：尾崎紀世彦）1977
- モッキン・バード・ヒル　（みんなのうた、歌：上条恒彦）1977
- 南風（原題：Sangue Latino）　（みんなのうた、歌：長谷川きよし）1976
- おじいさんの電車　（みんなのうた、歌：藤田淑子）1984
- 枯れ葉の子守唄（みんなのうた）歌：馮智英 1984

## 著書
- 『しろいくれよん』（PHP研究所 1979）
- 『さよならマックス 戯曲集』（而立書房 1980）
- 『比置野ジャンバラヤ』（白水社 1983）
- 『愛するということ』（テイ・アイ・エス 1993）